# Remo Maggetti
Remo Maggetti (Roseto degli Abruzzi, 26 settembre 1937 – Teramo, 23 aprile 2003) è stato un cestista italiano.

## Biografia
Ancora giovanissimo, Remo fu visto giocare a calcio da un amico villeggiante che gli fece una grande pressione per poterlo portare alla Lazio o al Pescara. All'età di 14 anni (1951) mosse i suoi primi passi nel basket e si mise subito in luce grazie alla sua dinamicità esplosiva e alla sua incredibile velocità e capacità di innalzarsi al canestro, nonostante la sua altezza di solo 1,78 m. Successivamente giocò sia nella squadra di calcio cittadina (La Rosetana), sia nella squadra locale di basket (Il Roseto Basket) che nel 1960 fece promuovere in serie A. I suoi concittadini ricordano ancora oggi la sua tenacia nel voler costantemente migliorare: si recava all’Arena 4 Palme, da solo, per tirare a canestro, prima di andare a scuola e la sera fino a che la luna glielo permetteva. A 18 anni scelse definitivamente il basket come sport.
La sua carriera fu un susseguirsi di titoli e vittorie suddivise tra le sue città: fino al 1960 nella sua amata Roseto; dal 1960 al 1966 con la Ignis Varese, dal 1966 al 1972 con la Fides Partenope Napoli e dal 1972 al 1978 con la Juve Caserta. Tra i suoi successi vanta una lunga militanza in serie A e una costante vittoria della classifica realizzatori con una media dai 30 ai 40 punti a partita. È da ricordare una partita contro il Modena, nella quale realizzò ben 64 punti, nonostante non esistesse ancora il tiro da tre e premettendo che il suo ruolo era quello di play/guardia. Si ricordano in particolare: la conquista di 3 scudetti, negli anni 1960, 1963 e 1966, di cui uno perso a tavolino per un tesseramento sbagliato di un giocatore della sua squadra; la vittoria della Coppa Intercontinentale a Madrid nel 1966 con l’Ignis Varese, dove fu giudicato miglior giocatore, al punto che i giornali nazionali ed esteri lo acclamarono “REMO MAGGETTI L’HOMBRE DE MADRID”, ed ancora vinse una Coppa Italia e una Coppa delle Coppe con il basket Napoli dal 1968 al 1970. Ha anche militato nella Nazionale Italiana e, trasferitosi a Caserta, portò la squadra locale Juve Caserta dalla serie C alla serie A2. Successivamente ha continuato a giocare in squadre di serie B e D.
Ritiratosi dal gioco, ha svolto un gran lavoro dirigenziale nelle squadre giovanili, diventando un punto di riferimento dello sport rosetano, l’ambasciatore e il simbolo del movimento sportivo abruzzese in Italia. Ha allenato squadre di serie B maschile e A2 femminile e concluso con le squadre giovanili maschili, vincendo la promozione in campionati minori e soprattutto un campionato nazionale giovanile a Cervia.
Dopo una vita esemplare dentro e fuori dal campo, morì improvvisamente all’età di 65 anni e i suoi organi furono donati.
Dal 2004 è intitolato a lui il Palazzetto dello Sport di Roseto degli Abruzzi e ogni anno si svolge nella sua cittadina, in suo ricordo, un torneo estivo internazionale, “Ministars” al quale partecipano squadre giovanili. La sua città adottiva, Caserta, dove si era trasferito definitivamente e dove vive ancora la sua famiglia, gli ha intitolato una strada.
Vanta una gran quantità di articoli su giornali sportivi, libri e in particolare su giornali come Topolino, Intrepido e Famiglia Cristiana. È presente nelle figurine dell’album Panini e il 27 agosto 2015, grazie al Circolo Numismatico Rosetano, gli è stato dedicato, durante una manifestazione delle Poste italiane, un annullo di un francobollo a lui completamente intestato.

## Palmarès
- Campionato italiano: 2

Pall. Varese: 1960-1961, 1963-64
- Coppa Italia: 1

Partenope Napoli: 1968-69
- Coppa delle Coppe: 1

Partenope Napoli: 1969-70
- Coppa Intercontinentale: 1

Pall.Varese: 1966